# Révolte contre Esquilache
 (août 2024).
La révolte contre Esquilache (en espagnol : motín de Esquilache) est le nom donné à un ensemble de révoltes qui ont lieu à Madrid et dans d'autres villes d'Espagne en 1766, sous le règne de Charles III. À Madrid, la crise a pour origine la publication d'un règlement municipal sur les vêtements, mais il faut en chercher les causes plus loin, dans la récurrence des disettes et des hausses de prix des produits de première nécessité, ainsi que dans le rejet des ministres étrangers de Charles III. On évalue le nombre des participants aux émeutes à environ 40 000. Finalement, la révolte se conclut par l'éloignement forcé de Leopoldo de Gregorio, marquis d'Esquilache, secrétaire des Finances (es) et inspirateur de l'édit sur les vêtements.

## Causes

### Un ministre réformateur

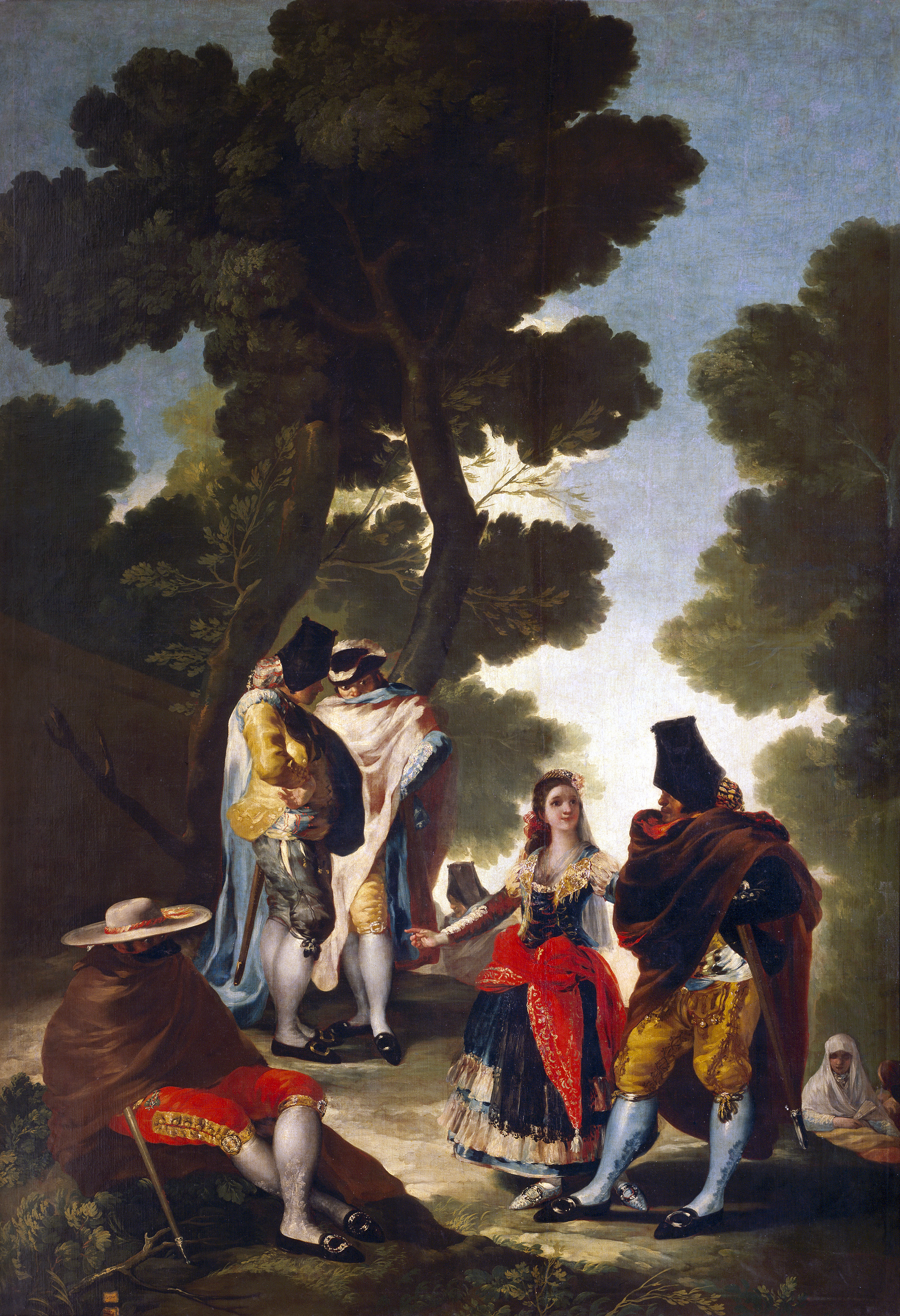
La maja y los embozados, carton pour tapisserie de Goya, 1777. Les personnages masculins portent le chapeau à bords larges et la cape longue. L'interdiction ne portait pas sur les campagnes, lieu où se situe la scène présentée.

Leopoldo de Gregorio, marquis d'Esquilache, est un ministre proche du roi Charles III. Esquilache est entré au service de Charles alors qu'il était roi des Deux-Siciles. Esquilache essaie d'éradiquer dans la ville de Madrid l'usage de la cape longue et du chambergo (chapeau à bords larges) sous le prétexte qu'en se cachant derrière ces vêtements, des individus pouvaient s'attrouper en toute impunité et cacher des armes sous leur tenue. Le règlement d'Esquilache encourage donc au port de la cape courte et du tricorne, selon la mode venue de France. La peine, en cas de désobéissance, s'élève à une amende de six ducats et douze jours de prison à la première infraction et est doublée à la seconde[réf. nécessaire].
Il faut replacer ce règlement dans un ensemble de mesures menées par le roi et son ministre pour améliorer la salubrité de Madrid et l'élever au rang des autres capitales européennes : pavement des rues, installation de réverbères, création de jardins et de promenades, nettoyage des rues encombrées de déchets, construction de fosses septiques. La nouvelle règlementation vise à rajeunir la mode vestimentaire, plus en accord avec les nouveaux temps. Il est d'ailleurs remarquable que l'usage de la cape longue et du chapeau à larges bords n'est pas vraiment une tradition madrilène puisqu'il n'a été introduit qu'un siècle plus tôt par la garde wallonne du général Frédéric-Armand de Schomberg, aux temps de la reine Marie-Anne d'Autriche, régente de Charles II[réf. nécessaire].

### La disette, véritable cause de la révolte
La révolte contre Esquilache, de caractère politique et social, n'est pas dirigée spécifiquement contre le pouvoir royal ou la noblesse[pourquoi ?]. La disette et la hausse constante des prix des aliments sont le ferment de la révolte. Le pain, élément fondamental de l'alimentation, a pratiquement doublé de prix en moins de cinq ans, passant de sept cuartos la livre en 1761 à douze cuartos en 1766.
À l'origine de cette augmentation des prix se trouvent la succession des mauvaises récoltes et la libération des prix et du commerce des grains à la suite d'un décret de 1765, inspiré à Esquilache par ses idées physiocrates : les prix augmentent par la faute des « accapareurs », généralement des membres de la noblesse et du clergé, qui, percevant leurs impôts en nature (particulièrement en blé), refusent de vendre leurs stocks en espérant voir les prix continuer à monter. La cherté du pain devient insupportable pour les parties de la population les plus pauvres, particulièrement au moment de la soudure, lorsque les prix sont les plus élevés.
Il faut ajouter à cette cause une xénophobie latente dans la population espagnole, hostile aux ministres étrangers, tel qu'Esquilache, d'origine italienne. Le mécontentement est d'ailleurs entretenu par les intrigues des factions nobiliaires de la cour, en particulier les partisans d'Albe et d'Ensenada, et du clergé, hostile aux réformes d'Esquilache sur les biens de l'Église.

## Événements

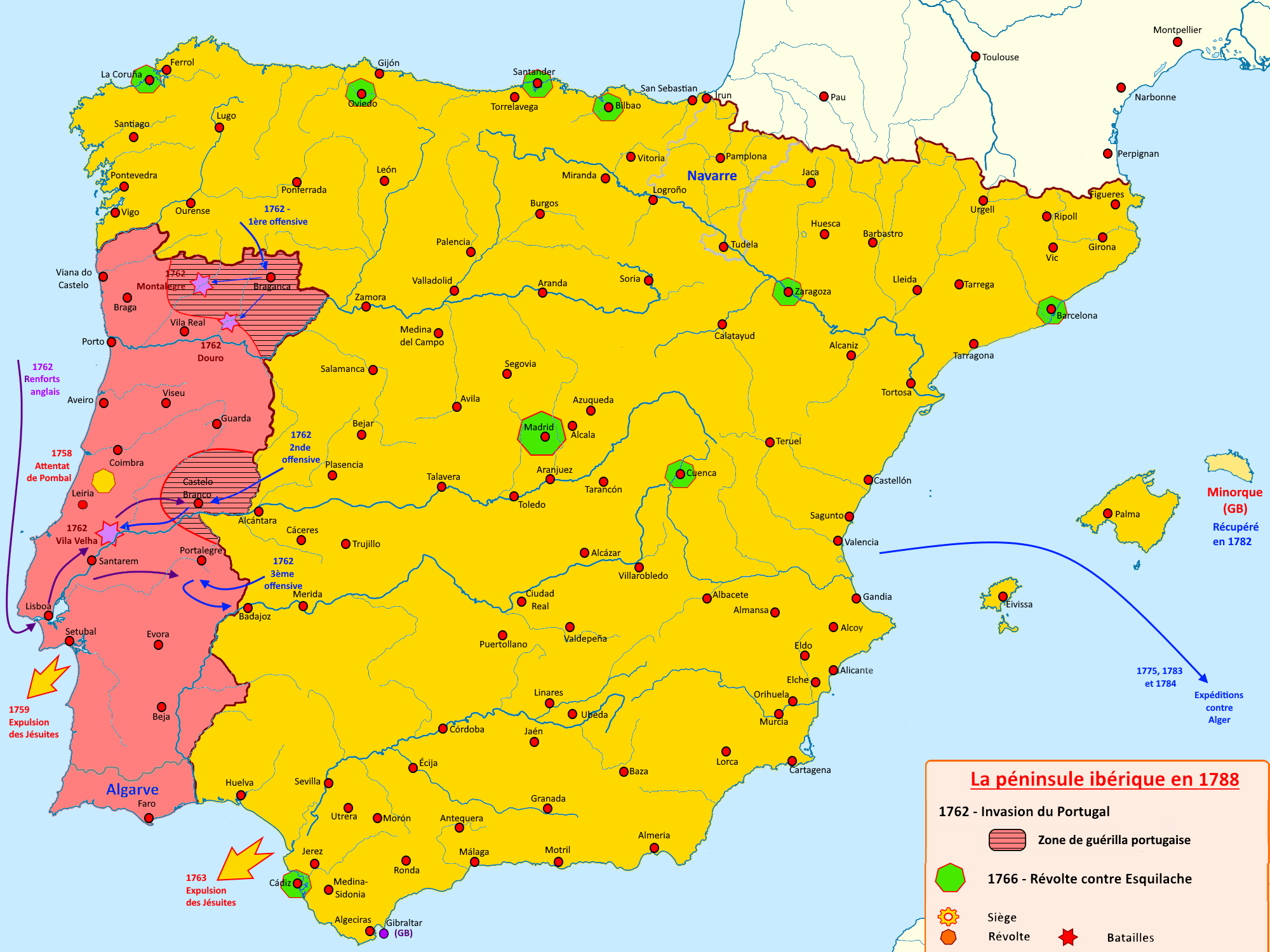
L'Espagne en 1760.

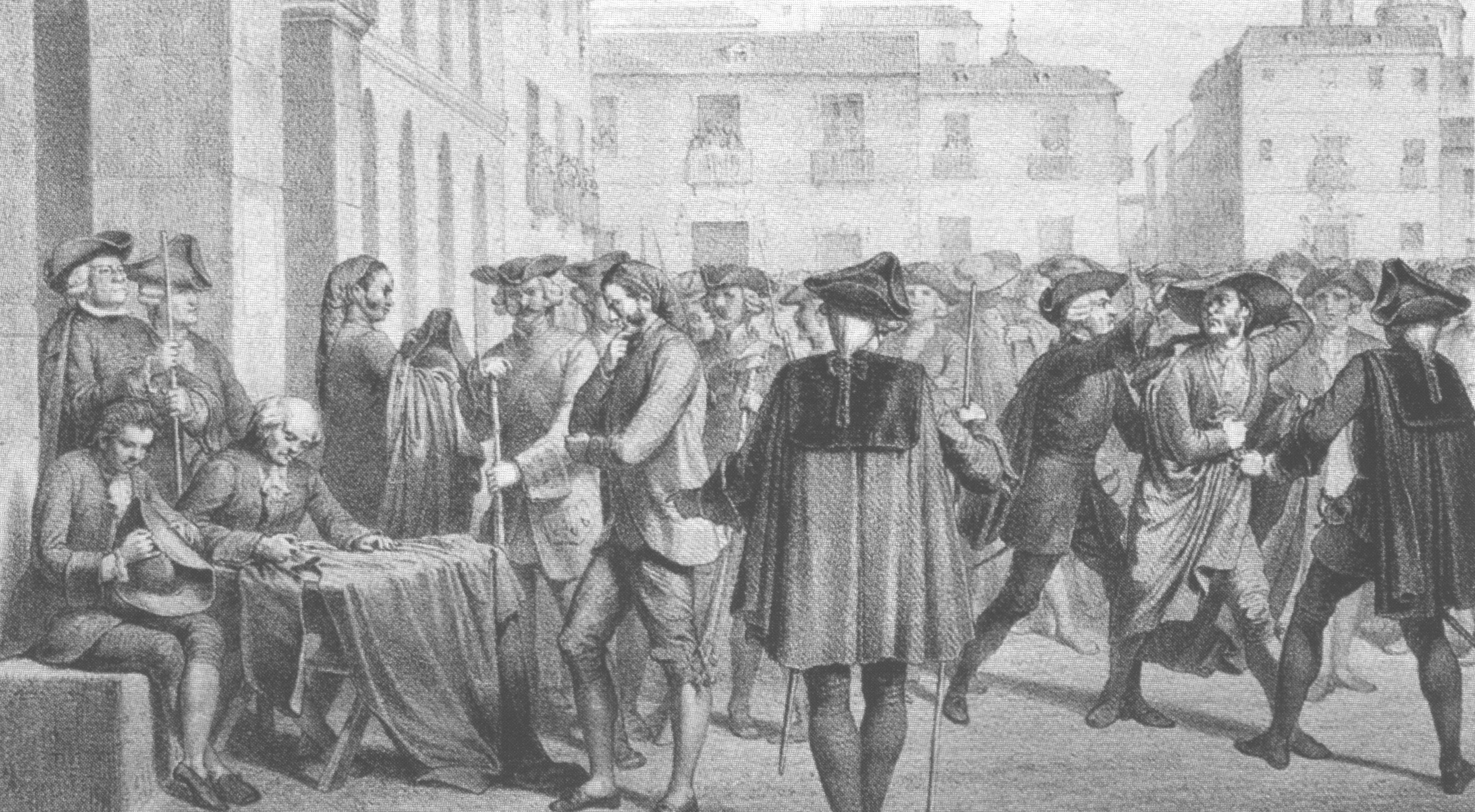
Obligation du port de la cape courte et du tricorne, lithographie de la collection Origine de la révolte contre Esquilache, anonyme. On peut clairement voir les vêtements à l'origine de la révolte.

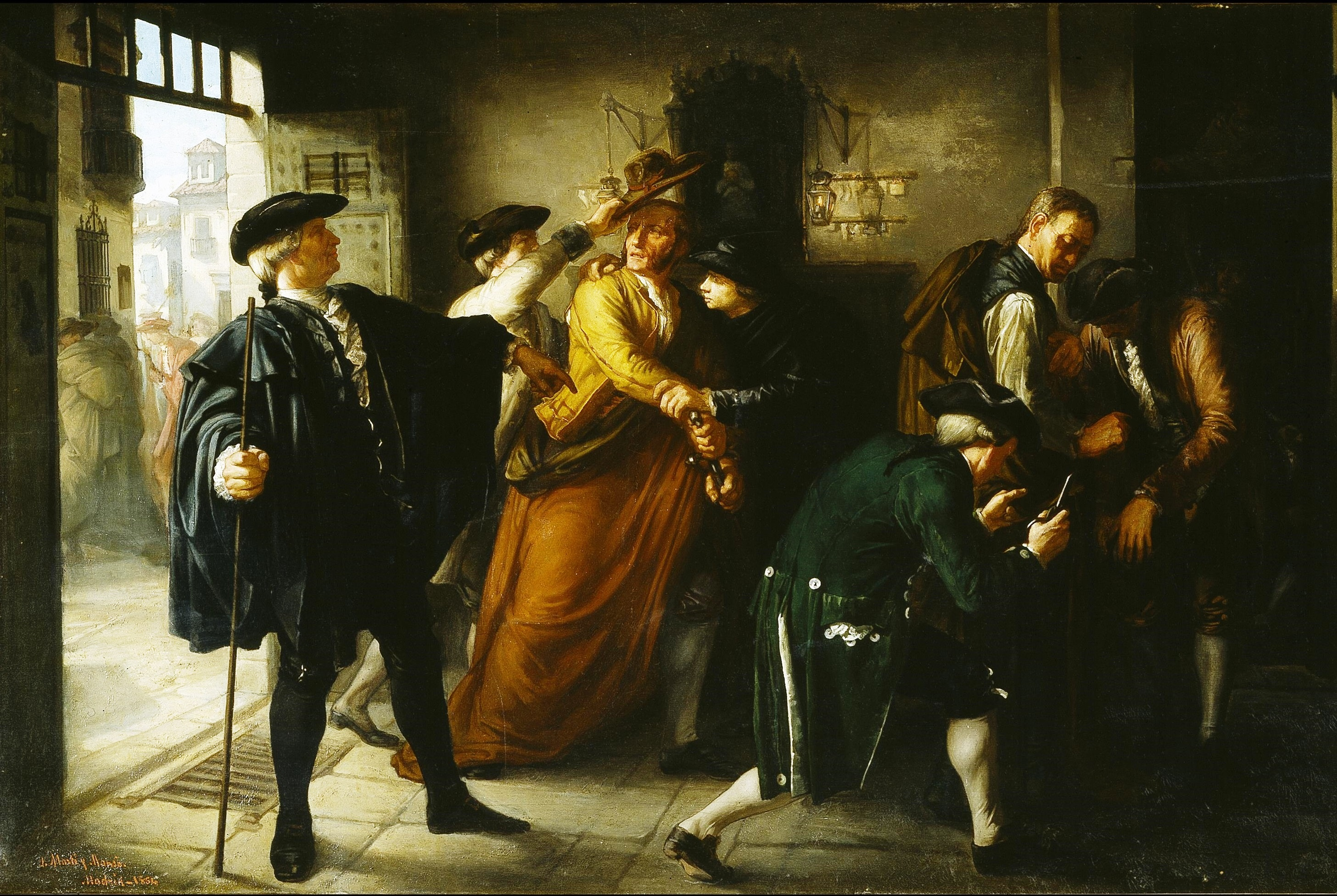
Un épisode de la révolte contre Esquilache, peinture historique de José Martí y Monsó, qui reçut une mention honorable à l'Exposition nationale de 1864.

À la suite de la publication de l'édit municipal, la réaction populaire est tout d'abord la publication de libelles vengeurs contre le « ministre italien »[style à revoir]. Esquilache, loin de reculer, ordonne aux soldats de soutenir les autorités municipales pour faire respecter l'application de l'édit. Les amendes mais également les abus se multiplient : des alguaciles raccourcissent les capes d'un coup d'épée, d'autres s'emparent des sommes perçues. La protestation des Madrilènes croît sensiblement jusqu'à l'éclatement de la révolte, le Dimanche des Rameaux, c'est-à-dire le 23 mars 1766.
Sur la place Antón Martín (es), deux soldats cherchant à arrêter des récalcitrants au règlement sont mis en fuite par la foule. Les révoltés s'emparent d'armes et, se dirigeant vers la rue d'Atocha (es), sont rejoints par une foule plus nombreuse, jusqu'à atteindre un nombre de 2 000 personnes. Luis Antonio Fernández de Córdoba (es), duc de Medinaceli, ayant assisté à l'attroupement, se charge de transmettre les pétitions de la foule au roi. La foule, continuant sa route, prend d'assaut la maison d'Esquilache et massacre à coups de couteau un serviteur, puis vers les maisons d'un autre ministre italien, Jerónimo Grimaldi, et de l'architecte Francesco Sabatini, détruisant au passage les lampadaires placés sur l'ordre d'Esquilache[réf. nécessaire].
De Madrid, la révolte s'étend alors à toute l'Espagne, et des émeutes violentes éclatent à Cuenca, Saragosse, La Corogne, Oviedo, Santander, Bilbao, Barcelone, Cadix et Carthagène. Le Lundi Saint, la foule se dirige vers la Palais royal, où se trouve Esquilache et cherche à entrer, mais elle est repoussée par la Garde wallonne, qui tire sur la foule et tue une femme. Finalement parvient au roi une liste d'exigences :
- exil d'Esquilache et de sa famille, le marquis devant être expressément renvoyé en Italie ;
- renvoi des ministres d'origine étrangère ;
- destitution de la Garde wallonne ;
- baisse du prix des produits d'alimentation ;
- disparition des Conseils de ravitaillement ;
- retour des troupes dans leurs quartiers ;
- retrait des réformes vestimentaires ;
- assistance personnel du roi assiste aux requêtes que voulaient lui présenter la foule.

Le roi obtempère à contrecœur aux exigences populaires.
Le Mardi Saint, alors que la ville retrouve le calme, le roi quitte Madrid avec sa famille pour le palais d'Aranjuez. Toutefois, la population, craignant que la conduite de Charles prépare un retour d'Esquilache et de l'armée, recommence à s'agiter. Les rumeurs et la peur provoquent une agitation de plus en plus forte, qui débouche sur des pillages et des désordres plus nombreux encore. Les magasins de vivres, les prisons et les casernes sont pris d'assaut. Diego de Rojas (es), président (es) du conseil de Castille, est enfermé chez lui et forcé d'écrire au roi. Charles est poussé à revenir à Madrid sous les acclamations de la population[réf. nécessaire].

## Conséquences
Malgré l'affection du roi pour Esquilache, celui-ci est éloigné et doit quitter l'Espagne. Charles cherche alors à s'appuyer sur des réformistes espagnols et remplace Esquilache par le Pedro Pablo Abarca de Bolea, comte d'Aranda, et Pedro Rodríguez de Campomanes prend le secrétariat des Finances. Le nouveau gouvernement nomme une commission, chargée de découvrir les causes de la révolte.
Campomanes cherche alors à montrer au roi que les vrais meneurs de la révolte appartiennent aux Jésuites auquel il reproche leurs richesses, le contrôle des nominations et de la politique ecclésiastiques, l'appui inconditionnel au pape, leur loyauté au marquis de la Ensenada, leur participation aux affaires du Paraguay et enfin leur participation à la révolte d'Esquilache. Pour toutes ces raisons, le décret royal du 27 février 1767, également appelé la Pragmatique Sanction de 1767, expulse les Jésuites de l'Espagne, et toutes leurs possessions sont confisquées. Quant à Ensenada, désigné comme l'instigateur de cette révolte à cause de sa proximité avec les cercles jésuites, il perd toutes ses fonctions et est exilé par ordre royal à Medina del Campo, où il meurt en 1781 sans avoir jamais pu en sortir durant les quinze dernières années de sa vie.
L'approvisionnement en vivres est à nouveau confié aux institutions classiques du conseil de Castille. Quant à la cape longue et au chapeau large, ils disparaissent naturellement de la mode vestimentaire et deviennent finalement l'attribut du seul bourreau.

## Dans la littérature et au cinéma
Les événements de la révolte contre Esquilache ont inspiré plusieurs œuvres artistiques :
- Un soñador para un pueblo, livre écrit en 1958 par Antonio Buero Vallejo.
- Esquilache, film réalisé en 1989 par Joaquín Molina et Josefina Molina. Il est nommé à plusieurs reprises pour les Goyas de 1989[2].